# Circondario di Germersheim
Il circondario di Germersheim (targa GER) è un circondario (Landkreis) della Renania-Palatinato, in Germania.
Comprende 4 città e 27 comuni.
Capoluogo e centro maggiore è Germersheim.

## Storia
Il circondario fu formato nel 1818.

## Geografia antropica
(Abitanti il 31 dicembre 2021)

### Città indipendenti
| - Germersheim (20 716) - Wörth am Rhein (18 274) |

### Comunità amministrative (Verbandsgemeinde)
L'asterisco contrassegna le sedi amministrative
- Verbandsgemeinde Bellheim, con i comuni:

1. Bellheim * (8 682)
2. Knittelsheim (1 038)
3. Ottersheim bei Landau (1 827)
4. Zeiskam (2 168)

- Verbandsgemeinde Hagenbach, con i comuni:

1. Berg (Pfalz) (2 026)
2. Hagenbach, città * (5 460)
3. Neuburg am Rhein (2 609)
4. Scheibenhardt (597)

- Verbandsgemeinde Jockgrim, con i comuni:

1. Hatzenbühl (2 842)
2. Jockgrim * (7 470)
3. Neupotz (1 893)
4. Rheinzabern (5 014)

- Verbandsgemeinde Kandel, con i comuni:

1. Erlenbach bei Kandel (726)
2. Freckenfeld (1 558)
3. Kandel, città * (9 017)
4. Minfeld (1 668)
5. Steinweiler (1 963)
6. Vollmersweiler (212)
7. Winden (1 082)

- Verbandsgemeinde Lingenfeld, con i comuni:

1. Freisbach (1 161)
2. Lingenfeld * (5 837)
3. Lustadt (3 444)
4. Schwegenheim (3 059)
5. Weingarten (Pfalz) (1 838)
6. Westheim (Pfalz) (1 765)

- Verbandsgemeinde Rülzheim, con i comuni:

1. Hördt (2 649)
2. Kuhardt (1 916)
3. Leimersheim (2 544)
4. Rülzheim * (8 258)